# Respiratory Particle deposition Instrument
RESPI (Respiratory Particle deposition Instrument) är ett mätinstrument som används för att mäta hur stor andel av luftens partiklar som deponeras i luftvägarna vid andning. RESPI har utvecklats under åren 2002-2005 vid Lunds tekniska högskola och bland annat använts för att mäta andelen trafik-, biomass, salt- och oljepartiklar som människor får i sig.